# Maira Faisullajewa
Maira Faizollayeva (* 1. Mai 1995) ist eine kasachische Gewichtheberin.

## Karriere
Faizollayeva gewann bei den Jugend-Asienmeisterschaften 2012 in Rangun die Bronzemedaille. Bei den Junioren-Asienmeisterschaften 2013 in Bischkek war sie Zweite. Allerdings wurde sie bei der Dopingkontrolle positiv auf Dehydrochlormethyltestosteron getestet und vom Weltverband IWF für zwei Jahre gesperrt. Nach ihrer Sperre gewann sie bei den Asienmeisterschaften 2015 in Phuket die Bronzemedaille in der Klasse bis 69 kg.